# عقد 1700
عقد 1700 هو عقد امتد بين 1 يناير 1700 و31 ديسمبر 1709 بحسب التقويم الميلادي. سبقه عقد 1690 ولحقه عقد 1710.

## مواليد
- البديري الحلاق (1701)
- شاراكو (1701)
- ناثانيل بليس (1700)
- باجي راو الأول (1700)

## وفيات
- ويليام (1700)
- كارلوس الثاني ملك إسبانيا (1700)
- اندريه هوبير (1700)
- يوهان بير (1700)
- ماري برادبري (1700)
- هنري موندريل (1701)
- إينوسنت الثاني عشر (1700)

## كتب
- Yves Denis Papin (1998). Chronologie de l'histoire ancienne. Lieu de publication non identifié: Éditions Jean-paul Gisserot. ISBN:2-87747-346-5. OCLC:40746926. مؤرشف من الأصل في 2022-03-16.
- موسوعة حضارة العالم (2002) لأحمد محمد عوف.

## روابط خارجية
- تصفح سنة بسنة عقد 1700 على موقع onthisday.com
- تصفح سنة بسنة عقد 1700 ابتداءً من سنة عقد 1700 على موقع المكتبة الوطنية الفرنسية